# Institut national de génie mécanique
L'Institut national de génie mécanique est un ancien institut algérien située à Boumerdès à 50 km à l'est d'Alger. 
Depuis 1998, l'institut est devenu un des départements de la faculté des sciences de l'ingénieur de l'université de Boumerdès.

## Historique
L'INGM est créé en 1973 sous tutelle du Ministère de l'Industrie lourde. 
L'institut est créé par Mohamed Boumahrat en partenariat avec École centrale Paris et l'École nationale supérieure d'arts et métiers et l'INSA de Lyon,  il en est le directeur général jusqu'à 1991.
En 1998, création de l'université de Boumerdès sur la base du regroupement des cinq instituts nationaux suivants : INIM, INMC, INIA, institut national d'électronique et de génie électrique (INELEC), et INGM. La même année, l'INGM devient trois départements de la Faculté des sciences de l'ingénieur: département Maintenance Industrielle, département Mécanique et département énergétique.